# Korschelken
Korschelken war ein kleiner Ort im Kreis Heiligenbeil in Ostpreußen. Heute befindet sich seine Ortsstelle in der russischen Oblast Kaliningrad (Gebiet Königsberg (Preußen)) im Munizipalkreis Rajon Bagrationowsk (Stadtkreis Preußisch Eylau).

## Geographische Lage
Die Ortsstelle Korschelkens liegt im südlichen Westen der Oblast Kaliningrad, 26 Kilometer nordöstlich der früheren Kreisstadt Heiligenbeil (russisch Mamonowo) bzw. 26 Kilometer nordwestlich der heutigen Rajonshauptstadt Bagrationowsk (deutsch Preußisch Eylau).

## Geschichte
Erstmals urkundlich erwähnt wurde das seinerzeitige Cohorsen im Jahre 1341 und hieß danach Corseen, nach 1408 Korschelacken, nach 1423 Korßlaucken, nach 1649 Korschellen und nach 1820 Korschelken.
Korschelken war ein Vorwerk zum Gut Kämmershöfen im ostpreußischen Kreis Heiligenbeil, bis dieses am 30. September 1928 nach Sollecken (russisch Kossatuchino, bis 1992 Nischneje) eingemeindet wurde.
Zusammen mit dem ganzen nördlichen Ostpreußen kam Korschelken 1945 in Kriegsfolge zur Sowjetunion. Danach verliert sich die Spur des Ortes, denn es ist weder eine russische Namensform noch eine Zuordnung zu einem Dorfsowjet bekannt. Vielleicht ist der Ort bald verlassen worden, vielleicht aber auch in einem Nachbarort aufgegangen. Offiziell gilt er als untergegangen. Seine Ortsstelle gehört jetzt zum Rajon Bagrationowsk (Stadtkreis Preußisch Eylau) in der Oblast Kaliningrad der Russischen Föderation.

## Religion
Bis 1945 war Korschelken in das Kirchspiel der evangelischen Kirche Pörschken (russisch Nowo-Moskowskoje) in der Kirchenprovinz Ostpreußen der Kirche der Altpreußischen Union eingegliedert.

## Verkehr
Die Ortsstelle Korschelkens liegt südwestlich der russischen Regionalstraße 27A-002 (heutige Europastraße 28, frühere russische R 516, ehemalige Reichsautobahn Berlin–Königsberg („Berlinka“)) und ist bei der Abfahrt Swetloje (Kobbelbude) von Medowoje (Sollnicken/Tykrigehnen) über Kämmershöfen zu erreichen.